# Йованович, Петар (1917)
Петар Йованович (серб. Петар Јовановић; 12 июля 1917, Ливеровичи — середина 1943, Центральная Босния) — югославский черногорский партизан, участник Апрельской и Народно-освободительной войны, Народный герой Югославии.

## Биография
Родился в 1917 году в деревне Ливеровичи близ Никшича. Окончил школу в Никшиче и Военную академию югославской королевской армии в Белграде. Со своим подразделением в дни Апрельской войны сражался против немецких солдат, вынужден был отступить из Суботицы в Боснию, где и встретил окончание войны. С целью избежать пленения бежал в родное село, где собрал отряд добровольцев, готовых оказывать сопротивление немцам.
После начала восстания 13 июля Петар возглавил нападение на участок жандармерии в Миоле, также участвовал в битве за Плевлю 1 декабря 1941 года (командовал Жупским батальоном Никшичского партизанского отряда). С марта 1942 года в том же отряде командовал 3-м ударным батальоном. В апреле в битве с четниками был ранен. С мая 1942 года — командир молодёжного черногорского батальона имени Будо Томовича.
В одном из боёв Петар был снова ранен, и в этот раз ему в ногу попал осколок разорвавшегося снаряда. Петар долгое время лечился, но при этом продолжал командовать батальоном, будучи на носилках: его постоянно переносили партизаны. Таким образом Петар совершил большой путь через горы Голия, Волуяк и Маглич и реку Сутьеску на освобождённую партизанами территорию. Позднее он был отправлен на лечение в Центральный госпиталь НОАЮ в Босански-Петроваце. Был избран в Объединённый союз антифашистской молодёжи Югославии; после выписки назначен преподавателем в Офицерской школе Верховного штаба НОАЮ.
Во время битвы на Неретве Петар заболел тифом. В критический момент, чтобы не попасть в плен к врагам, он покончил с собой.
20 декабря 1951 указом Президиума Народной Скупщины ФНРЮ посмертно награждён орденом и званием Народного героя Югославии.